# Nototriche castelnaeana
Nototriche castelnaeana là một loài thực vật có hoa trong họ Cẩm quỳ. Loài này được (Wedd.) Hill mô tả khoa học đầu tiên năm 1906.